# Miscellanea Austriaca ad Botanicam, Chemiam, et Historiam Naturalem Spectantia
Miscellanea Austriaca ad Botanicam, Chemiam, et Historiam Naturalem Spectantia (abreviado Misc. Austriac.) es un libro con ilustraciones y descripciones botánicas que fue escrito por el médico, biólogo y botánico holandés Nikolaus Joseph von Jacquin y publicado en Viena en dos volúmenes en los años 1778 y 1781.

## Publicación
- Volumen nº 1: pp.[4], 212. 21 plates;
- Volumen nº 2: pp. 423+. 23 plates. F. X. Wulfen authored: 1: 147-163, t. 2; 2: 25-138, t. 21